# Riccardia karstenii
Riccardia karstenii là một loài rêu trong họ Aneuraceae. Loài này được Schiffn. mô tả khoa học đầu tiên năm 1898.